# La Sauceda (Guanajuato)
La Sauceda es una localidad del estado mexicano de Guanajuato. Es parte del municipio de Guanajuato.

## Demografía
| Gráfica de evolución demográfica |
|                                  |

| Censo | Población |
| ----- | --------- |
| 1910  | 292       |
| 1921  | 178       |
| 1930  | 200       |
| 1940  | 309       |
| 1950  | 419       |
| 1960  | 558       |
| 1970  | 831       |
| 1980  | 1 185     |
| 1990  | 1 766     |
| 2000  | 2 554     |
| 2010  | 3 478     |
| 2020  | 4 028     |